# Scuola Grande di San Rocco
Scuola Grande di San Rocco je stavba v Benetkah v severni Italiji. Znana je po svoji zbirki Tintorettovih slik in na splošno velja, da vključuje nekaj njegovih najboljših del.

## Zgodovina
Stavba je sedež bratovščine, ustanovljene leta 1478, poimenovane po sv. Roku, romarju in spokorniku, ki je popularno veljal za zaščitnika pred kugo. Člani »bratovščine sv. Roka« so bili skupina bogatih beneških državljanov. Mesto, ki so ga izbrali za gradnjo, je ob cerkvi sv. Roka, v kateri so posmrtni ostanki svetnika.
Januarja 1515 je bil projekt stavbe zaupan Bartolomeu Bonu, čeprav so ga nekatere oblasti dodelile njegovemu sinu Pietru Bonu. Leta 1524 je njegovo delo nadaljeval Pietro Lombardo, ki ga je tri leta pozneje zamenjal Antonio Scarpagnino. Po njegovi smrti leta 1549 je bil zadnji arhitekt, ki je delal na stavbi, Giangiacomo dei Grigi, končal pa septembra 1560.
Zasnova je bila podobna drugim scuole v Benetkah, za katere sta značilni dve dvorani, ena v pritličju, druga v prvem nadstropju. Sala Terra (spodnja) ima glavno in dve stranski ladji, z vhodom iz campo  od zunaj. Iz te dvorane je vodilo stopnišče (s podestom, ki ga prekriva kupola) v zgornje nadstropje. Sala Superiore (zgornja dvorana) je bila uporabljena za srečanja bratovščine in je imela lesen oltar. Omogočal je dostop do Sala dell'Albergo, v kateri sta bili Banca in Zonta (nadzorna sveta bratovščine).

## Umetnost
Leta 1564 so slikarju Tintorettu naročili, da zagotovi slike za Scuola, njegova najbolj znana dela pa so v Sala dell'Albergo in Sala Superiore. Vsa dela v stavbi so njegova ali njegovih pomočnikov, vključno njegovega sina Domenica: izvedena so bila med letoma 1564 in 1587. Dela v Sala terra so v poklon Devici Mariji in se osredotočajo na epizode iz njenega življenja. V Sala superiore so dela na stropu iz Stare zaveze, na stenah pa iz Nove zaveze. Skupaj prikazujejo svetopisemsko zgodbo od padca do odrešitve.
Prikazana je skulptura Tintoretta z njegovimi čopiči in relief, ki je izrezljan tako, da izgleda kot knjižna polica.
Glavna dela so:
- Sala Terrena (celoten seznam)[5]
  - Oznanjenje
  - Poklon Treh kraljev
  - Beg v Egipt
  - Pokol nedolžnih
  - Predstavitev v templju
  - Marijino vnebovzetje
  - Sveta Marija Magdalena
  - Sveta Marija Egipčanska
- Sala Superiore (strop)
  - Adam in Eva
  - Jakobova lestev
  - Bog se prikaže Mojzesu
  - Pasha
  - Ognjeni steber
  - Padec mane v puščavi
  - Mojzes udari vodo iz skale
  - Čudež bronaste kače
  - Elija hranijo angeli
  - Eliša razdeli kruh
  - Vizija preroka Ezekiela
- Sala Superiore (stene)
  - Češčenje pastirjev
  - Krst
  - Kristus, ki ga skuša Satan
  - Kristus ozdravi hromca
  - Množenje kruha in rib
  - Lazarjevo vstajenje
  - Zadnja večerja
  - Agonija v vrtu
  - Vstajenje
  - Vnebohod
  - Leseni: epizode Stare zaveze Giuseppeja Angelija
- Sala dell'Albergo
  - Alegorija ceha sv. Janeza
  - Alegorija ceha sv. Marka
  - Alegorija ceha sv. Teodorja
  - Alegorija dobrodelnega ceha
  - Alegorija ceha Misericordia (usmiljenje)
  - Kristus pred Pilatom
  - Ecce Homo (Kronanje s trnjem)
  - Vzpon na Kalvarijo
  - Križanje
  - Apoteoza svetega Roka

Druga prisotna dela so slike Tiziana in Palme il Giovaneja ter vrsta lesenih plošč z alegoričnimi figurami v kapiteljski dvorani, ki jih je med letoma 1657-58 izrezljal Francesco Pianta.

## Glasba
V času svojega razcveta je bila scuola pomemben pokrovitelj glasbe, zaposlovala je glasbenike, kot je Giovanni Gabrieli. Gabrieli je poleg svojega dela pri sv. Marku prevzel tudi mesto organista in je skladal glasbo posebej za to lokacijo. Sodobno poročilo o tem, kako je glasba naredila vtis na angleškega popotnika, je bila objavljena v Coryat's Crudities (1611).
Leta 1958 je bila v scuoli premierno uprizorjena Treni Stravinskega pod skladateljevim dirigiranjem.

## Dostop in ohranjanje
Scuola Grande je odprta vsak dan skozi vse leto, razen za božič in 1. januar.
Slike so potrebovale konservatorska dela in jih je restavriral Svetovni spomeniški sklad.